# Гёкуро
Гёкуро (яп. 玉露, «драгоценная роса», «жемчужная капля») — японский зелёный чай самой высокой категории, собранный с кустов, закрытых от солнца на три недели. Близок по обработке и вкусу к сэнтя.

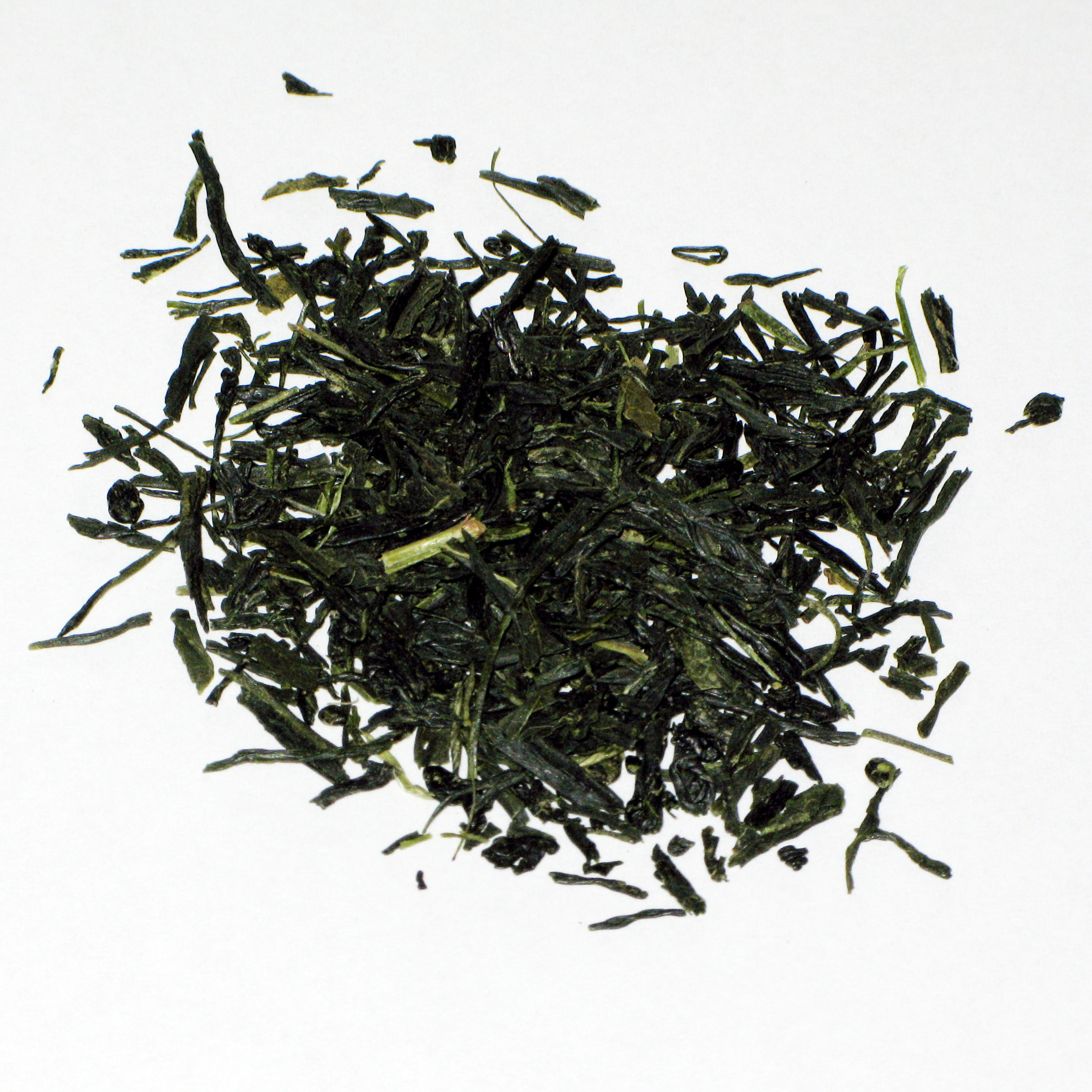
Чай гёкуро

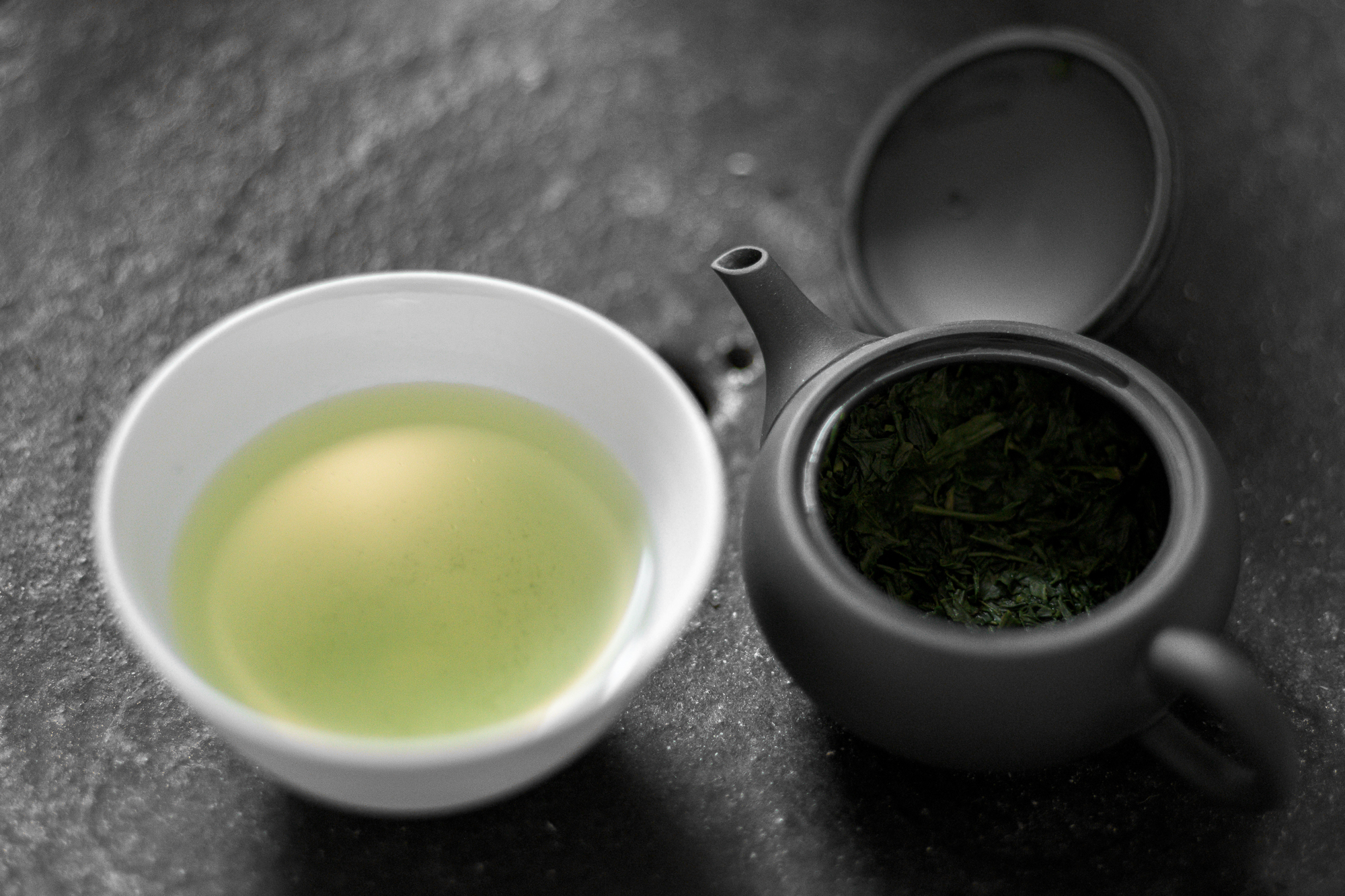
Заваренный гёкуро

Большая часть гёкуро выращивается в Удзи в провинции Киото, Ямэ в префектуре Фукуока, Окабэ и Асахина в префектуре Сидзуока.
Он отличается широким разнообразием вкуса в зависимости от места, где выращивался, и сорта чайного куста.
Гёкуро составляет лишь 0,2 % производимого в Японии чая (2019 год).
История гёкуро началась в первой половине XIX века, когда Ямамото Кахэй VI, владелец чайной компании Ямамотояма, экспериментировал с техниками затенения, чтобы получить чай, подобный тэнтя (сырьё для производства маття). Он заметил, что затенение кустов на протяжении 1—3 недель перед сбором даёт более мягкий вкус. Он назвал получившийся чай тама-но-цую (яп. 玉の露, «яшмовая роса», «роса с драгоценного камня»); сегодня подобный чай называют кабусэтя. В 1834 он опубликовал «маленькую книгу о сэнтя», где описал результаты своих экспериментов, а в 1835 году этот чай поступил в продажу. Около 1841 года технику усовершенствовал до современного вида мастер Эгути Сигэдзюро из Удзи, он же дал ему нынешнее название. Вскоре после изобретения гёкуро листовой чая в Японии стал популярнее, чем маття. До конца эпохи Эдо этот чай пили лишь высшие слои общества. 

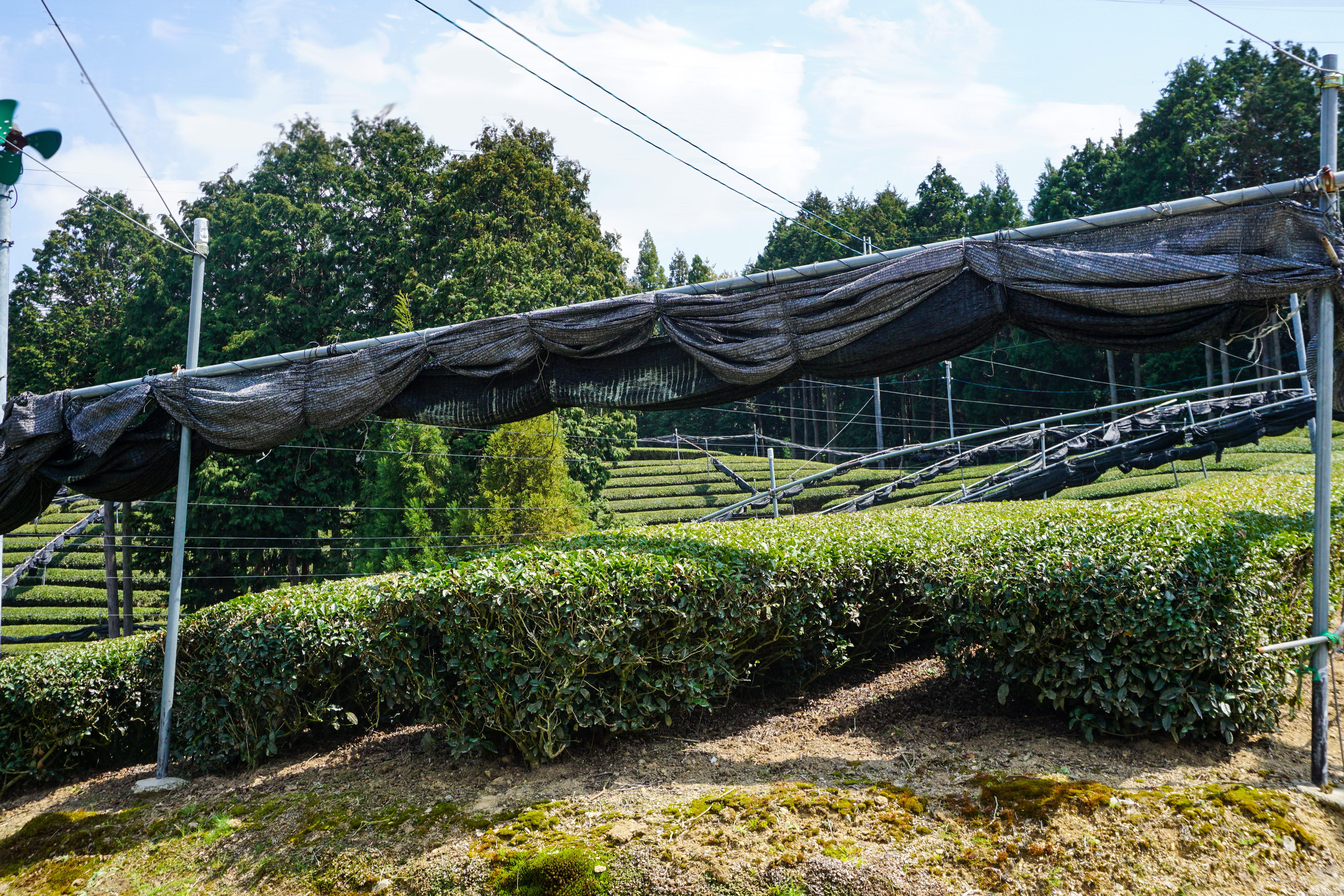
Затенённые чайные кусты

Гёкуро производится из первого сбора (конец мая — начало июня). Примерно за три недели до сбора кусты затеняют сеткой (традиционно — соломенной, сегодня обычно синтетической); первые десять дней блокируется около 60% света, оставшееся время — до 98% света. Из-за пониженного фотосинтеза содержание хлорофилла в листьях растёт, а метаболизм изменяется. Это позволяет увеличить содержание аминокислот (теанина) и кофеина в чайных листьях, в то время как уменьшается содержание катехина (источника горечи в чае), позволяя получить сладкий вкус. Время сбора зависит от местности и сорта чайного куста. Для сбора лучшего гёкуро подходят лишь около десяти дней в году.
Для гёкуро собираются вручную только молодые ростки. Чайный лист обрабатывается паром в течение 15—20 секунд для того, чтобы сохранить цвет, сворачивается в тонкие трубочки и высушивается, приобретая вид еловых иголок. В то время как традиционный зеленый чай сэнтя в основном производится из чайного куста сорта Ябукита, гёкуро производят из специализированных сортов, таких как Асахи, Окумидори, Ямаки, Фудзисубо, Гокоу. 
В гёкуро вкус умами чувствуется сильнее, чем в сэнтя. Цвет настоя бледно-зелёный. Чтобы чай не потерял свой аромат и вкус, его заваривают водой с температурой 50—60° C. При заваривании слишком горячей водой чай начинает горчить. Заваривание требует несколько больше времени, чем заваривание обычных сортов зеленого чая. Для того, чтобы вкус чая получился более насыщенным, рекомендуется перед завариванием ополоснуть кипятком как чайник, так и чашку, из которой чай будет употребляться.

## Внешние ссылки
- Чай "Гёкуро" в чайной энциклопедии Архивная копия от 20 апреля 2010 на Wayback Machine